# 八面站
八面站（日语：／ Yatsuomote eki */?）是一座位於愛知縣幡豆郡西尾町八面（現時：西尾市八面町），名古屋鐵道（名鐵）（舊）西尾線的車站（廢站）。

## 歷史
為了方便遊客前往八面山，西尾鐵道在1912年（明治45年）於八面山南麗新設此站。在開業後，西尾鐵道嘗試在該處進行觀光開發，建設為遊客用的休憩處，但是由於為時尚早而沒有任何成效。在1918年（大正7年）變為臨時車站。後來西尾鐵道與愛知電氣鐵道合併成為愛電西尾線。在1927年（昭和2年）的時間表中，只有2個往返班次停靠八面站，其他班次通過。
後來在1929年（昭和4年）4月1日，隨著鐵路電氣化和改軌距，八面站同時被廢除。翌年4月3日重開。但是不清楚重開後八面站在何時再度廢除。在1941年（昭和16年）由名鐵發行的沿線資訊中，可確認八面站還存在。
- 1912年（明治45年）3月1日 - 西尾鐵道三和川（1917年廢除）至久麻久之間開設此站[8]。
- 1918年（大正7年）12月1日 - 變為臨時車站[4]。
- 1926年（大正15年）12月1日 - 西尾鐵道與愛知電氣鐵道（日语：愛知電気鉄道）合併。岡崎新至西尾至吉田港之間的路線名稱為西尾線。
- 1929年（昭和4年）4月1日 - 車站被廢除。同日，西尾線岡崎新至西尾之間電氣化（600V）和改軌距至1067mm。[6]。
- 1930年（昭和5年）4月3日 - 車站再次啟用（廢除日期不詳）[6]。
- 1943年（昭和18年）12月16日 - 西尾線岡崎新至西尾之間成為不要不急路線而暫停營業。

## 使用狀況
跟據西尾鐵道社報，1914年（大正3年）度一年上下車人次為2,385人，1916年（大正5年）度為1,327人。另外，由於八面站是客運車站，因此沒有貨物起卸數據。

## 相鄰車站
名古屋鐵道
西尾線（舊線）
三江島－八面－久麻久
曾經此站與三江島站之間設有三和川站（於1917年廢除）。

## 注腳
1. 1 2  西尾市（編）. . 西尾市. 1978: 1281, 1299 （日语）.
2. ↑  鐵道省 編著 《鉄道停車場一覧 大正6年3月31日現在》p.152 鐵道院 1917年 國立國會圖書館數碼化收藏
3. ↑  西尾市（編）. . 西尾市. 1978: 1267–1269 （日语）.
4. 1 2  「軽便鉄道常設停留場ヲ臨時停留場ニ変更」《官報》1918年12月11日（國立國會圖書館數碼化收藏）
5. ↑  . 名鉄電車時刻表復刻シリーズ. 名鉄資料館. 1998 （日语）.
6. 1 2 3  今尾惠介（監修）.  7号. 新潮社. 2008: 45. ISBN 978-4107900258 （日语）.
7. ↑  清水武、田中義人《名古屋鉄道車両史 上巻》、Alpha Beta Books、2019年、p.9、ISBN 978-4865988475
8. ↑  「軽便鉄道停留場設置」《官報》1912年3月15日（國立國會圖書館數碼化收藏）